# 阿利斯泰尔·波茨
阿利斯泰尔·波茨（英語：Alistair Potts，1971年7月7日—），英国男子赛艇运动员。他曾代表英国参加世界赛艇锦标赛，获得一枚金牌和一枚银牌，均来自男子四人单桨有舵手项目。